# Luiz Mariano
Luiz Mariano dos Santos (Paraná, 12 de outubro de 1938 — Rio de Janeiro, 29 de janeiro de 2000) foi um policial e treinador de futebol brasileiro.

## Biografia
Membro da Scuderie Detetive Le Cocq, foi um dos responsáveis pela morte do bandido Cara de Cavalo. Muitos dos integrantes da Escuderia Le Cocq, que tinha como objetivo a repressão ao crime, executaram bandidos ao longo do tempo o que ocasionou passarem a ter a sigla EM, no popular, como referente a esquadrão da morte.
O Delegado Sivuca, entre outros, foi da Polícia Especial, responsável pela guarda pessoal de Getúlio Vargas, mas com a extinção dessa polícia com a criação do Estado da Guanabara em 1960, passou com outros, como Detetive, a integrar a Polícia Civil do Novo Estado que por meio do Secretário de Segurança Pública Luís França passou a fazer parte dos “doze homens de ouro” da polícia carioca com o objetivo de “limpar a cidade”. Com a morte do Detetive Milton Le Cocq pelo famoso bandido Cara de Cavalo, criaram a Escuderia do Detetive Le Cocq que era simbolizada por uma caveira com dois ossos da tíbia cruzados por baixo, e a sigla E.M. que, na verdade, simbolizava Esquadrão Motorizado que outrora Sivuca integrou quando da Polícia Especial. Reza a lenda que o bandido Cara de Cavalo foi morto à época (década de 60) com mais de 50 tiros, tendo entre os seus executores os policiais Sivuca e Luís Mariano.
Em 1990, recebeu o título de cidadão do Estado do Rio de Janeiro; em 1992, assumiu a Corregedoria da Polícia. Durante os anos 90, foi diretor do Departamento Geral de Polícia Especializada (DGPE) da Polícia Civil. Fora da Polícia, foi membro da Portuguesa Carioca e treinador do São Cristóvão e do Botafogo, o que deu ao alvinegro carioca o apelido de "Time do Camburão", por ter à frente de seu Departamento Técnico dois delegados de polícia: Luiz Mariano, como técnico, e Hélio Vígio, como preparador físico.
No ano de 2000, Luiz Mariano morreu aos sessenta e um anos no Rio de Janeiro.